# Nadine Fähndrich
Nadine Fähndrich, née le 16 octobre 1995 à Schwarzenberg, est une fondeuse suisse. Gagnante de sa première manche de Coupe du monde en fin d'année 2020 sur un sprint, elle remporte la médaille d'argent sur le sprint par équipes aux Championnats du monde d'Oberstdorf en 2021.

## Carrière

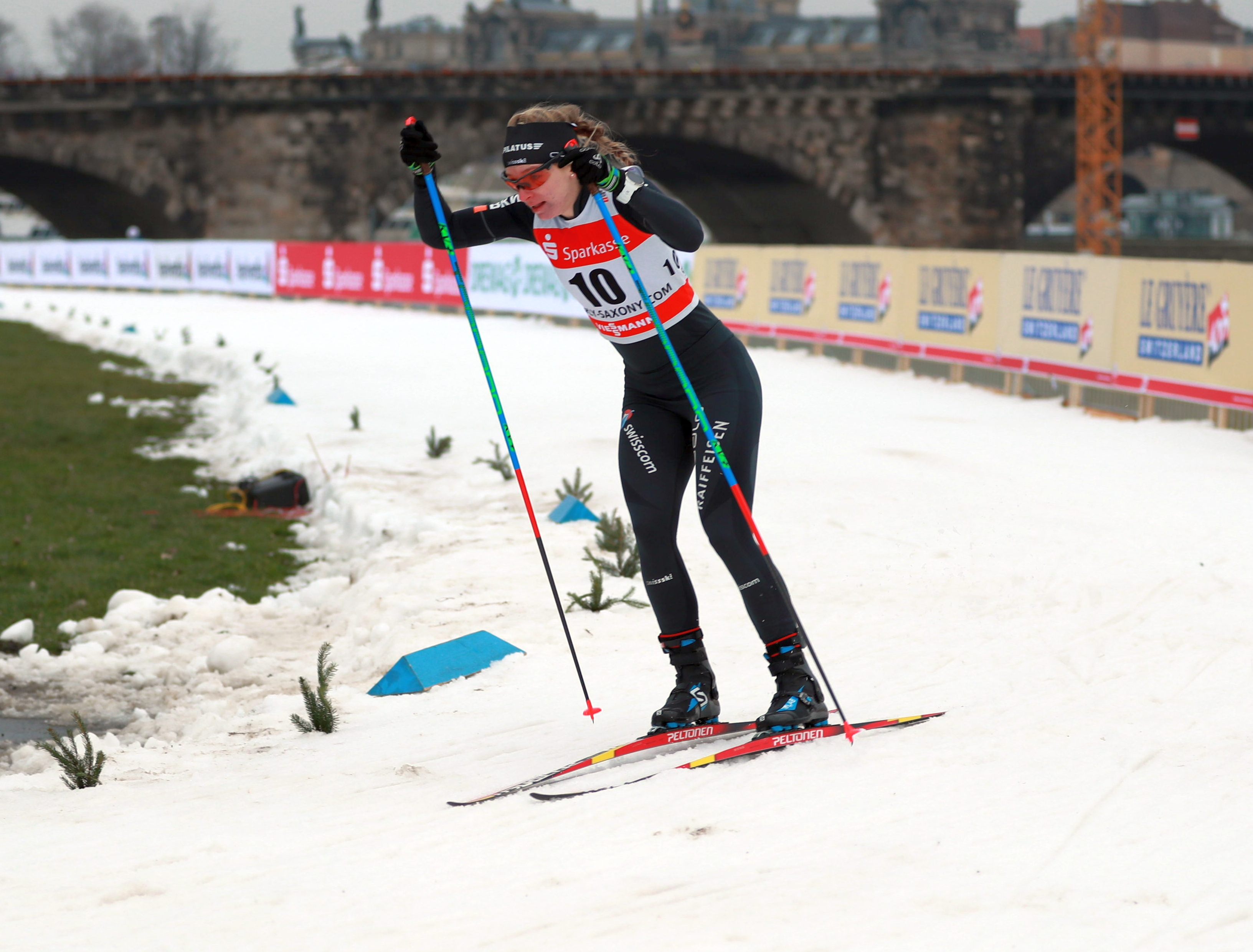
Lors d'une étape de coupe du monde à Dresde.

Elle est membre du club de ski de Horw. Après quelques participations à des courses officielles junior en 2010 et 2011, elle dispute sa première compétition majeure en 2012 lors des Jeux olympiques de la jeunesse à Innsbruck, où elle finit notamment septième du sprint. Gagnante de ses premières courses internationales cette année, elle est sélectionnée pour son premier championnat du monde junior en 2013 à Liberec. Lors de l'édition 2014, elle est bien mieux classée, arrivant notamment cinquième du sprint (finaliste). Cela suit une victoire aux Championnats suisses sur le cinq kilomètres classique à Leysin. Fähndrich fait ses débuts en Coupe du monde en décembre 2015 à Davos. Elle prend la 22e place du sprint libre et marque donc ses premiers points. Aux championnats du monde des moins de 23 ans de 2016, elle décroche la médaille d'argent sur le sprint. En mars 2016, elle devient championne de Suisse de sprint.
Lors de la saison suivante, elle termine quatrième d'un dix kilomètres classique mass-start disputé dans le cadre du Tour de ski 2016-2017 à Val Mustair, derrière les Norvégiennes Ingvild Flugstad Oestberg et Heidi Weng et la Finlandaise Krista Pärmäkoski, son premier top 10 dans une épreuve de Coupe du monde. Elle atteint sa première finale en sprint aux Finales de Québec en 2017, pour finir cinquième.
Au début de l'année 2018, elle remporte deux médailles lors des championnats du monde des moins de 23 ans de Goms, l'argent sur le sprint derrière la Norvégienne Tiril Udnes Weng et le bronze du dix kilomètres classique, derrière les Russes Yana Kirpichenko et Anna Zherebyateva. Lors des Jeux olympiques, elle termine avec sa coéquipière Laurien van der Graaff à la quatrième place du sprint par équipes. Une semaine plus tôt, elle est éliminée en quart de finale du sprint classique. Elle participe également au skiathlon, terminant 27e et au relais où l'équipe suisse termine septième.

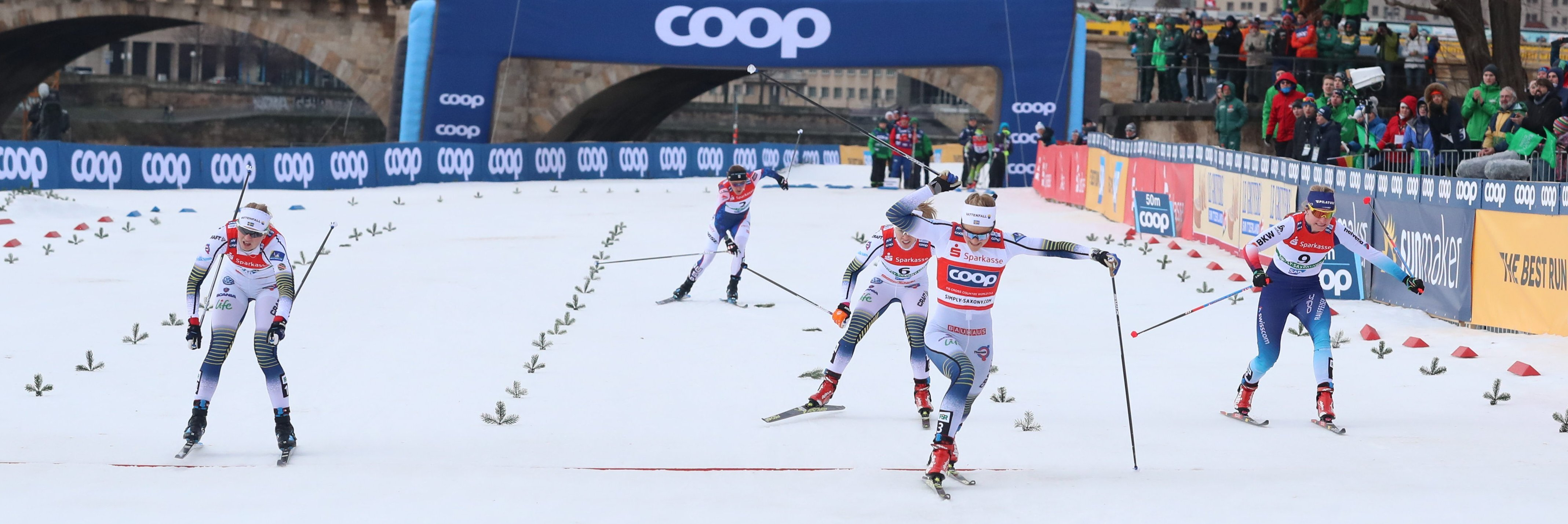
Fähndrich, avec le no 9 sur la droite, lors de l'étape de Dresde

Après avoir terminé quatrième d'un sprint à Dresde, derrière trois Suédoises, elle obtient son premier podium en coupe du monde lors de la saison 2018-2019 sur le dix kilomètres classique de Cogne où elle termine deuxième derrière la Finlandaise Kerttu Niskanen. Lors des Mondiaux de Seefeld, elle réalise le deuxième temps de la qualification sur le sprint, mais est éliminée en demi-finale. Elle obtient une cinquième place sur le dix kilomètres classique. La paire qu'elle forme avec Laurien van der Graaff termine à la huitième place du sprint par équipes. Avec le relais suisse, composé de Laurien van der Graaff, Nadine Fähndrich en deuxième position, Lydia Hiernickel et Nathalie von Siebenthal termine à la dixième place.
Aux débuts de la saison 2019-2020, elle s'impose sur une course FIS lors d'un sprint à Gaellivare devant les Suédoises Linn Svahn et Jonna Sundling. Pour le début de la saison de coupe du monde, elle termine à la 24e place du Ruka triple. Elle termine respectivement neuvième puis huitième des deux sprints suivant, à Davos et Planica. Le lendemain de cette dernière course, avec Laurien van der Graaff, elle termine troisième du sprint par équipes, derrière deux paires suédoises. Lors du Tour de ski, après avoir réalisé le deuxième temps des qualifications du sprint de Lenzereide, elle est finalement éliminée en quart de finale et termine quinzième. Elle quitte le tour après une étape à Toblach. À Dresde, elle s'incline de demi finale du sprint avant d'obtenir un deuxième podium en sprint par équipes, avec Laurien van der Graaff, derrière la paire suédoise composée de Linn Svahn et Maja Dahlqvist. Lors des deux sprints du FIS Ski tour, à Åre puis Trondheim, elle termine respectivement cinquième puis obtient la troisième place. Elle termine vingtième du classement général. À Drammen, elle termine deuxième du sprint libre derrière la Suédoise Jonna Sundling
. Elle termine finalement à la septième du classement des sprint.
Après une 24e place du général du Ruka triple, ouverture de la coupe du monde, où elle termine dixième du sprint classique, elle termine à la quatrième place du sprint libre de Davos. Le week-end suivant, elle remporte la première victoire de sa carrière dans une épreuve de coupe du monde en s'imposant à Dresde, devant l'Américaine Sophie Caldwell et la Slovène Anamarija Lampič. Le lendemain, elle remporte sa première victoire dans une course de relais, sur le sprint par équipes, s'imposant avec Laurien van der Graaff devant les Russes et les Slovènes. Lors du sprint libre du Val Mustair, étape d'ouverture du Tour de ski, elle est proche d'un nouveau podium avant de chuter dans la dernière descente.

## Palmarès

### Jeux olympiques d'hiver
| Épreuve / Édition   | Sprint                           | Sprint    | 10 km | 10 km                            | Skiathlon 2 × 7,5 km | 30 km | Relais | Relais   |
| Épreuve / Édition   | libre                            | classique | libre | classique                        | Skiathlon 2 × 7,5 km | 30 km | Sprint | 4 × 5 km |
| JO 2018 Pyeongchang | Épreuve inexistante à cette date | 20e       | —     | Épreuve inexistante à cette date | 27e                  | —     | 4e     | 7e       |

Légende :
- : pas d'épreuve
- — : Non disputée par Fähndrich

### Championnats du monde
Nadine Fähndrich participe à ses premiers Mondiaux en 2017 à Lahti.
| Épreuve / Édition        | Sprint                           | Sprint                           | 10 km                            | 10 km                            | Skiathlon 2 × 7,5 km | 30 km | Relais | Relais   |
| Épreuve / Édition        | libre                            | classique                        | libre                            | classique                        | Skiathlon 2 × 7,5 km | 30 km | Sprint | 4 × 5 km |
| Mondiaux 2017 Lahti      | 24e                              | Épreuve inexistante à cette date | Épreuve inexistante à cette date | 25e                              | —                    | —     | 7e     | 7e       |
| Mondiaux 2019 Seefeld    | 7e                               | Épreuve inexistante à cette date | Épreuve inexistante à cette date | 5e                               | —                    | —     | 8e     | 10e      |
| Mondiaux 2021 Oberstdorf | Épreuve inexistante à cette date | 33e                              | —                                | Épreuve inexistante à cette date | —                    | 38e   | Argent | 7e       |
| Mondiaux 2023 Planica    | Épreuve inexistante à cette date | 9e                               | 8e                               | Épreuve inexistante à cette date | —                    | 14e   | 5e     | 10e      |
| Mondiaux 2025 Trondheim  | Bronze                           | Épreuve inexistante à cette date | Épreuve inexistante à cette date | —                                | 14e                  |       | Bronze |          |

Légende :
- : première place, médaille d'or
- : deuxième place, médaille d'argent
- : troisième place, médaille de bronze
- : pas d'épreuve
- — : Non disputée par Fähndrich

### Coupe du monde
- Meilleur classement général : 10e en 2021.
- 12 podiums individuels : 4 victoires, 5 deuxièmes places et 3 troisièmes places.
- 6 podiums en sprint par équipes : 1 victoire, 1 deuxième place et 4 troisièmes places.
- 4 podiums dans une étape de Coupe du monde : 2 victoires et 2 troisièmes places.
- 1 podium en relais mixte : 1 troisième place.

#### Victoires individuelles
| Épreuve / Édition | Sprint  | Sprint      | 10 km | 10 km     | Skiathlon 2 × 7,5 km | 30 km | Tour de ski ou Finales ou Nordic Opening |
| Épreuve / Édition | libre   | classique   | libre | classique | Skiathlon 2 × 7,5 km | 30 km | Tour de ski ou Finales ou Nordic Opening |
| 2020-21           | Dresde  |             |       |           |                      |       |                                          |
| 2022-23           | Davos   | Beitostølen |       |           |                      |       |                                          |
| 2024-25           | Tallinn |             |       |           |                      |       |                                          |

##### Liste des victoires d'étape
| Date             | Lieu          | Pays   | Compétition | Discipline |
| ---------------- | ------------- | ------ | ----------- | ---------- |
| 31 décembre 2022 | Val Müstair   | Suisse | Tour de Ski | SP TL      |
| 3 janvier 2025   | Val di Fiemme | Italie | Tour de Ski | SP TC      |

Légende :

TC = classique

TL = libre

SP = sprint

MS = départ en masse

PO= poursuite

H = départ avec handicap

#### Classements détaillés
| Saison / Épreuve | Général | Général | Distance | Distance | Sprint | Sprint |         | Tour de ski depuis 2007          | Finales depuis 2008 Ski tour Canada (2016) | Nordic Opening depuis 2011 |
| ---------------- | ------- | ------- | -------- | -------- | ------ | ------ | ------- | -------------------------------- | ------------------------------------------ | -------------------------- |
| Saison / Épreuve | Place   | Points  | Place    | Points   | Place  | Points |         | Tour de ski depuis 2007          | Finales depuis 2008 Ski tour Canada (2016) | Nordic Opening depuis 2011 |
| 2016             | 58e     | 44      |          |          | 27e    | 44     | Abandon | —                                | —                                          |                            |
| 2017             | 35e     | 172     | 42e      | 60       | 21e    | 110    | Abandon | 30e                              | 47e                                        |                            |
| 2018             | 27e     | 245     | 31e      | 85       | 21e    | 106    | 19e     | 28e                              | 53e                                        |                            |
| 2019             | 19e     | 389     | 25e      | 134      | 10e    | 245    | Abandon | 26e                              | 45e                                        |                            |
| 2020             | 20e     | 446     | 32e      | 81       | 7e     | 318    | Abandon | FIS Ski tour : 20e               | 24e                                        |                            |
| 2021             | 10e     | 597     | 17e      | 191      | 2e     | 296    | 11e     | Épreuve inexistante à cette date | 24e                                        |                            |

### Championnats du monde des moins de 23 ans
| Épreuve / Édition        | Sprint                   | Sprint                           | 10 km                            | 10 km                            | Poursuite 2 × 7,5 km |
| Épreuve / Édition        | libre                    | classique                        | libre                            | classique                        | Poursuite 2 × 7,5 km |
| Mondiaux M23 2016 Râșnov | Médaille d'argent, monde | Épreuve inexistante à cette date | 20e                              | Épreuve inexistante à cette date | —                    |
| Mondiaux M23 2018 Goms   | Médaille d'argent, monde | Épreuve inexistante à cette date | Épreuve inexistante à cette date | Médaille de bronze, monde        | —                    |

Légende :
- : deuxième place, médaille d'argent
- : pas d'épreuve
- — : Non disputée par Nadine Fähndrich

### Coupe OPA
- 4 podiums, dont 1 victoire.

### Autres
- Championne de Suisse du cinq kilomètres classique en 2014 et du sprint en 2016.
- Gagnante de l'Engadin Ski Marathon en 2018.